# دارخورحسن آباد (مقاطعة إسلام آباد غرب)
دارخورحسن‌آباد (بالفارسية: دارخورحسن‌آباد) هي قرية تقع في كرمانشاه في إيران. يقدر عدد سكانها بـ 203 نسمة بحسب إحصاء 2016.